# Optymalizacja oprogramowania
Optymalizacja oprogramowania – działanie mające na celu poprawę wydajności programu komputerowego, głównie poprzez zwiększenie szybkości działania i zmniejszenie wykorzystania przez niego zasobów komputera.
Można wyróżnić następujące podstawowe sposoby optymalizacji oprogramowania:
- optymalizacja algorytmu programu, czyli zmniejszenie jego długości, ilości porównań, uproszczenie działań matematycznych, usunięcie zbędnych pętli itp.,
- zmiana funkcji użytych w programie na bardziej dopasowane do danego zadania,
- programowanie hybrydowe.